# Schloss Bedra
Das Schloss Bedra, heute auch als Schloss Braunsbedra bekannt, ist ein ehemaliger Herrensitz in der Stadt Braunsbedra im Saalekreis, Sachsen-Anhalt.

## Lage
Das Schloss befindet sich im Süden des Ortsteils Braunsbedra, am Ostrand des Stadtparks und an der Geisel.

## Geschichte

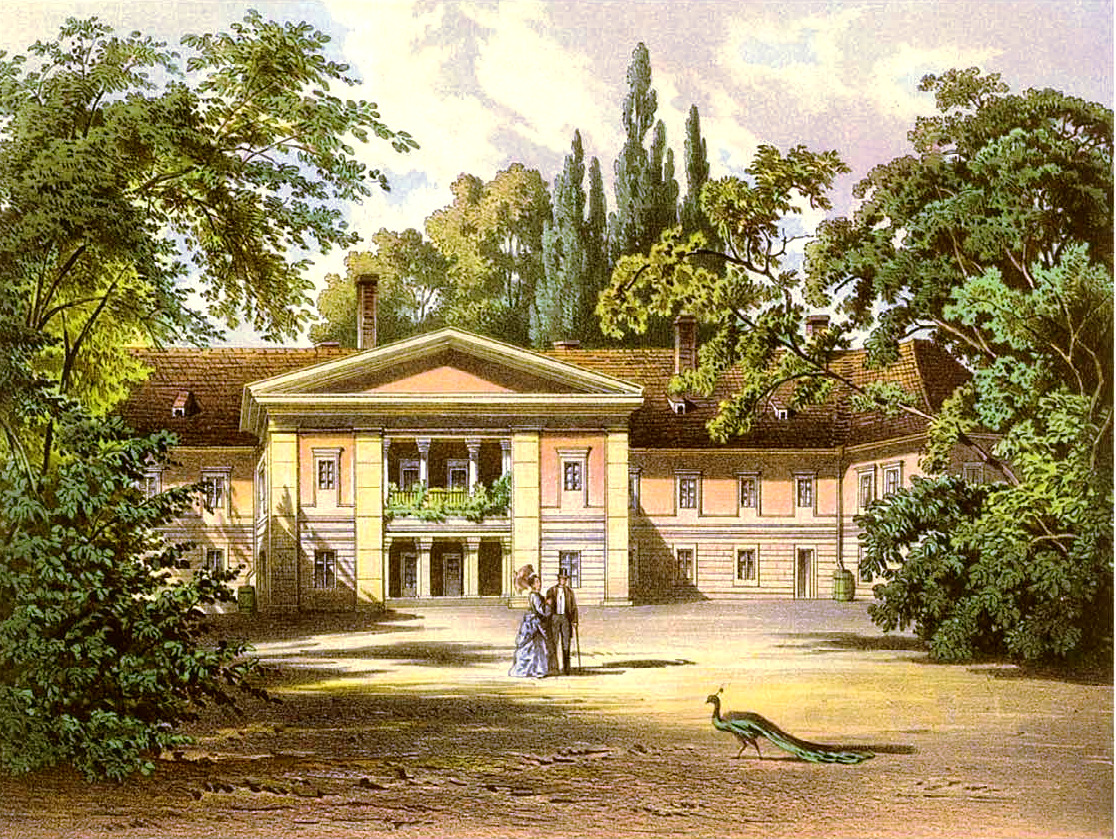
Zustand im 19. Jahrhundert (Lithographie von Alexander Duncker)

1260 ließen die Knute, der Überlieferung nach Raubritter aus Kirchscheidungen, vom Lösegeld für den Merseburger Bischof ein Schloss in Bedra erbauen oder erwarben es käuflich. Sie wurden aber 1330 (nach anderen Quellen bereits 1310) von Bischof Gebhard von Merseburg aus seinem Bistum vertrieben. Die Orte Bedra und Braunsdorf wurden 1341 an die Schenken von Sulza und Nebra verkauft. 1413 gingen die Orte als Lehen an die Familie Bünau, nach ihnen an die Bose von Wahren.
Hugo von Taubenheim kaufte Ort, Gut und Schloss am 4. Oktober 1440. Seit 1755 gehörte das Schloss dem Grafen Hans Moritz von Brühl, bei dem um 1760 Christian Fürchtegott Gellert, Dichter und Professor der Philosophie in Leipzig, oft zu Gast weilte. 1793 wurden Gut und Schloss an die Familie von Helldorf verkauft, in deren Besitz es bis zur Enteignung 1945 verblieb.
Heute handelt es sich um eine dreiflügelige, zweigeschossige Anlage mit klassizistischen Elementen.
Seit 1953 wird das Schloss als Altenheim genutzt. Von 1992 bis 1996 wurde es grundlegend saniert.